# Потенциальный выпуск
Потенциальный выпуск – ненаблюдаемая величина, характеризующая уровень выпуска в экономике при полном использовании ресурсов и с учетом возможных ограничений, накладываемых несовершенством рынка. Потенциальный выпуск характеризует производственные возможности экономики. При этом потенциальный выпуск может быть меньше предельно возможного за счет существования естественного уровня безработицы, «естественной» загрузки мощностей, а также за счет того, что реальные рынки не являются совершенно конкурентными.
Потенциальный выпуск характеризует трендовую (долгосрочную) динамику в экономике. В отсутствие шоков, порождающих экономический цикл, изменение потенциального выпуска соответствует долгосрочным темпам роста экономики. В реальности же краткосрочные колебания приводят к отклонению темпов роста от долгосрочных. Поэтому потенциальный выпуск является ненаблюдаемой величиной. Обычно он оценивается на основе наблюдаемых данных с использованием специальных методов.
Разность между наблюдаемым выпуском и потенциальным выпуском называется разрывом выпуска. Разрыв выпуска также является ненаблюдаемой величиной и подлежит оцениванию.
Изменение потенциального выпуска обычно изучается в моделях экономического роста (макроэкономика в долгосрочном периоде). Отклонения реального выпуска от долгосрочных значений изучается различными теориями экономических циклов (макроэкономика в коротком периоде).

## Определение
Потенциальный выпуск характеризует производственные возможности экономики с учетом естественной безработицы. Оценка потенциального выпуска зависит от предположений о том, как устроена экономика. В новых кейнсианских моделях он может оцениваться по-разному.
1. Трендовый выпуск соответствует траектории долгосрочного роста экономики (долгосрочному тренду, наблюдаемому в данных).
2. Эффективный выпуск оценивается в предположении, что все рынки в экономике являются совершенно конкурентными, все цены гибкими, а наценки постоянными.
3. Естественный выпуск оценивается в предположении, что рынки не являются совершенно конкурентными (преобладает монополистическая конкуренция), но при этом цены по-прежнему являются гибкими, а наценки постоянными.

Таким образом, потенциальный выпуск может учитывать как естественную безработицу, так и несовершенство рынка.
Потенциальный выпуск является принципиально ненаблюдаемой величиной. Экономика может находится на потенциальном уровне, однако идентифицировать текущий выпуск как потенциальный можно только с использованием специальных методик. Не существует способа сделать то же самое, полагаясь только на статистические наблюдения.

## Разрыв выпуска
Так как экономический рост не является равномерным, то чаще всего экономика отклоняется от долгосрочного тренда вследствие различных шоков. Колебания выпуска вокруг трендового значения называются экономическим циклом. Разность между наблюдаемым выпуском и потенциальным называется разрывом выпуска.
Разрыв выпуска и отклонение безработицы от естественного уровня служат ориентирами при проведении контрциклической стабилизационной политики. В частности, денежно-кредитная политика центрального банка нацелена на то, чтобы минимизировать отклонения выпуска и безработицы от их долгосрочных значений. При циклическом снижении темпов роста ниже долгосрочных центральный банк обычно понижает процентные ставки, стимулирует кредитование и совокупный спрос, чтобы заставить экономику расти быстрее. При циклическом повышении темпов роста выше долгосрочных, центральный банк повышает процентные ставки, ограничивая спрос и темпы роста экономики. Если экономика находится вблизи потенциального выпуска, то центральный банк не вмешивается в экономику, поддерживая нейтральный уровень процентных ставок. Таким образом, центральный банк в первую очередь влияет на краткосрочные темпа роста. Задача повышения долгосрочных темпов роста не является задачей центрального банка. Поэтому если кризис носит не циклический, а структурный характер, то необходимы структурные реформы в экономике. В условиях структурного кризиса центральный банк может сосредотачиваться не на задаче повышения темпов роста, а на недопущении инфляции, стабилизации валютного курса и т.д.
Краткосрочный характер политики центрального банка вытекает, в частности, из кривой Филлипса. 
Согласно современной версии этой кривой, отсутствует долгосрочная связь между уровнем безработицы и инфляцией. Выпуск всегда находится на потенциальном уровне, а инфляция зависит от ожиданий. В коротком периоде, когда цены являются жесткими, экономика реагирует изменением выпуска. Поэтому выпуск может отклоняться от потенциального, однако в конце концов он вернется к долгосрочному значению за счет изменения цен.

## Методы оценивания
Используются следующие методы оценивания потенциального выпуска:
1. Извлечение детерминированного или стохастического тренда методами эконометрики временных рядов.
2. Использование производственных функций.
3. Фильтрация наблюдаемого ВВП (фильтр Ходрика — Прескотта).
4. Оценка потенциального выпуска на основе динамических стохастических моделей общего равновесия.
5. Использование преобразования Фурье.